# 風の中のあいつ (1973年のテレビドラマ)
『風の中のあいつ』（かぜのなかのあいつ）は、1973年10月7日から1974年3月31日までTBS系列で毎週日曜日22:00 - 22:30（JST）に放送された時代劇ドラマ。全26話。従来は悪役として描かれることが多かった黒駒勝蔵（くろこまのかつぞう）を主役に据えた異色の時代劇。宿敵である清水次郎長が陰険な悪役として位置付けられている点でも異色である。

## 概要
子母澤寛の「富嶽二景」を原作に、次郎長と勝蔵を基本設定としたドラマ。2005年にDVD化され市販された。時代劇ながらオープニングでは現代の都会に佇む萩原健一の姿が随所にインサートされる構成だった。

## キャスト
- 黒駒の勝蔵：萩原健一
- 玉五郎：前田吟
- 綱五郎：下條アトム
- おりは：安田道代
- おきん：星由里子
- おいと：竹下景子
- お杏：宮下順子
- 嘉平次：永井智雄
- 大岩：大口宏司
- 小岩：矢野間啓二
- 犬上群次郎：竜崎勝
- 国分の三蔵：小松政夫
- 下田の鉄平：下川辰平
- 竹居安五郎（竹居の吃安）：長門裕之
- 清水次郎長：米倉斉加年

## スタッフ
- 原作：子母沢寛（『富嶽二景』より）
- プロデューサー：工藤英博（渡辺企画）、金川勝利（TBS）
- 脚本：杉山義法、田上雄
- 音楽：平尾昌晃、萩原哲晶
- 主題歌：沢田研二「風の中のあいつ」（作詞 / 安井かずみ、作曲 / 平尾昌晃、編曲 / 小谷充）
- プロデューサー補：照喜名隆
- 撮影：平林茂明
- 照明：正親忠宣
- 美術：鳥居塚誠一
- 殺陣：三原博
- ナレーター：浦野光
- 監督：工藤栄一、田中徳三
- 制作協力：東京映画
- 制作：渡辺企画、TBS

## 放映リスト（サブタイトルリスト）
| 話数 | サブタイトル           | 放映年月日 | 脚本     | 監督     | ゲスト |
| ---- | ---------------------- | ---------- | -------- | -------- | --- |
| 1    | いつか太陽のように     | 1973/10/7  | 杉山義法 | 田中徳三 | 柳生博、伊吹徹、有馬昌彦、藤岡貴己子、森武隆、花岡菊子、佐々木久男、細井利雄                                        |
| 2    | 黒駒しぐれ             | 1973/10/14 | 杉山義法 | 田中徳三 | 柳生博、伊吹徹、有馬昌彦、藤岡貴己子、高田裕史、花岡菊子、須賀不二男                                                |
| 3    | 初旅の詩               | 1973/10/21 | 田上雄   | 山崎大助 | 中田喜子、高峰圭二、立川雄三、入江正徳、福井哲也、吉原正浩、力武淳、磐木吉二郎、紀平佳枝                            |
| 4    | 駿河の海に吠えろ       | 1973/10/28 | 田上雄   | 山崎大助 | 宮川洋一(鮫島の甚五郎)、朝倉宏二、高田裕史、川口良、荒木肇                                                          |
| 5    | 次郎長さん今晩は       | 1973/11/4  | 杉山義法 | 富本壮吉 | 笠原玲子、松尾悦子、守田比呂也、歌川千恵、石見栄、高田裕史、川口良                                                  |
| 6    | 黒駒仁義               | 1973/11/11 | 田上雄   | 富本壮吉 | 守屋浩、北浦昭義、青柳三枝子、郡正明、松下秀明、光秋次郎、熊谷卓三、根岸一正、鈴木治夫                              |
| 7    | 島抜け安五郎           | 1973/11/18 | 杉山義法 | 西村潔   | 剣秀也、岩名雅記、榊田敬二、加藤茂雄、林幸男、林寛一                                                                |
| 8    | さらば、愛しき人よ     | 1973/11/25 | 田上雄   | 西村潔   | 天田俊明、柳生博、中島元、稲川善一、立花新、若原初子                                                                |
| 9    | 勝蔵故郷に帰る         | 1973/12/2  | 杉山義法 | 西村潔   | 伊吹徹、有馬昌彦、堺左千夫、花岡菊子、藤岡貴己子、柳生博、町田幸夫、小沢かおる                                      |
| 10   | 果てしなき戦い         | 1973/12/9  | 田上雄   | 工藤栄一 | 伊吹徹、堺左千夫、町田幸夫、青木敏夫、松村弘、槇摩耶                                                                |
| 11   | 裏切りの季節           | 1973/12/16 | 田上雄   | 工藤栄一 | 伊吹徹、津金剛、堺左千夫、川口良、雅健次、福井哲也、槇摩耶                                                          |
| 12   | 甲州馬鹿囃子           | 1973/12/23 | 杉山義法 | 工藤栄一 | 柳生博、伊吹徹、須賀不二夫、堺左千夫、藤岡貴己子、花岡菊子、柄沢英二、町田幸夫、亀井和子、三浦綾子                  |
| 13   | ども安エレジー         | 1973/12/30 | 杉山義法 | 西村潔   | 伊吹徹、堺左千夫、鈴木治夫、柄沢英二、岩瀬ゆう子、山下操、きくち英一、尾崎孝二                                      |
| 14   | 北風に向って起つ       | 1974/1/6   | 田上雄   | 西村潔   | 伊吹徹、堺左千夫、柄沢英二、町田幸夫                                                                                |
| 15   | 一番星落ちた…          | 1974/1/13  | 田上雄   | 西村潔   | 川口良、雅健次、花岡菊子                                                                                            |
| 16   | おりは悲しや           | 1974/1/20  | 杉山義法 | 西村潔   | 伊吹徹、柄沢英二 |
| 17   | 右も左も傷だらけ       | 1974/1/27  | 杉山義法 | 田中徳三 | 高樹蓉子、花岡菊子、柄沢英二、雅健次、川口良                                                                        |
| 18   | 無用！！渡世に女の情け | 1974/2/3   | 田上雄   | 田中徳三 | 伊吹聡太朗、テレサ野田、加藤茂雄、稲川善一、門脇三郎、今井和雄                                                      |
| 19   | 幕末怨み節             | 1974/2/10  | 杉山義法 | 富本壮吉 | 伊吹徹、松木路子、山口暁、初川久、藤村正久、尾崎八重                                                                |
| 20   | 幕末同棲時代           | 1974/2/17  | 杉山義法 | 富本壮吉 | 伊吹徹、松木路子、山口暁、雅健次、川口良                                                                            |
| 21   | 男の世界は罠だらけ     | 1974/2/24  | 田上雄   | 富本壮吉 | 桜井浩子、浅香春彦、桂広行、鈴木俊介、菊地健一、無双信、井手良男、雅健次、川口良、阿藤海                            |
| 22   | くたばれ！世間の噂     | 1974/3/3   | 田上雄   | 富本壮吉 | 浅香春彦、阿藤海、花岡菊子、川口良、雅健次、小海豊子                                                                |
| 23   | 斬って流れてけもの道   | 1974/3/10  | 杉山義法 | 鍛冶昇   | 山谷初男、春日章良、宗方奈美、中川三穂子、杉山元、雅健次、川口良                                                    |
| 24   | 恨みをこめて、俺が斬る | 1974/3/17  | 杉山義法 | 安室修   | 笠原玲子、雅健次、川口良                                                                                            |
| 25   | 宿命の対決             | 1974/3/24  | 田上雄   | 鍛冶昇   | 北浦昭義、志摩みずえ、根岸一正、雅健次、川口良                                                                      |
| 26   | 乱世の怪物どこへ行く   | 1974/3/31  | 田上雄   | 鍛冶昇   | 北浦昭義、川上夏代、志摩みずえ、桂広行、根岸一正、雅健次、川口良、片岡たまえ、伊東光一、 依田英助、岩城和男、竹内喬 |